# Comuna Mala Tîmoșivka, Novoukraiinka
Mala Tîmoșivka (în ucraineană Мала Тимошівка) este o comună în raionul Novoukraiinka, regiunea Kirovohrad, Ucraina, formată din satele Mala Tîmoșivka (reședința) și Varvarivka.

## Demografie
Componența lingvistică a comunei Mala Tîmoșivka
     Ucraineană (90,11%)
     Română (4,15%)
     Rusă (3,86%)
     Belarusă (1,48%)
Conform recensământului din 2001, majoritatea populației comunei Mala Tîmoșivka era vorbitoare de ucraineană (90,11%), existând în minoritate și vorbitori de română (4,15%), rusă (3,86%) și belarusă (1,48%).